# Katharina Herz
Katharina Herz (* 28. Juli 1979 in Ilmenau) ist eine deutsche Sängerin und Moderatorin, deren Repertoire Pop, Schlager, volkstümliche Schlager und Musical-Melodien umfasst.

## Leben
Katharina Herz sang in ihrer Kindheit in verschiedenen Chören und bekam Klavier-, Akkordeon- und Gesangsunterricht. Als Teenagerin leitete sie ihren eigenen Gospelchor. Nach dem Abitur war Katharina Herz eine von dreizehn Studentinnen, die aus 300 Bewerbern ausgewählt wurden und studierte klassischen Operngesang an der Hochschule für Musik Franz Liszt Weimar. Während des sechsjährigen Studiums wurde sie in Gesang, Theater, Tanz und Schauspiel unterrichtet. 1996 trat sie bei der Talentshow Herzklopfen kostenlos von Heinz Quermann in der Rosentalhalle Pößneck auf. In der Folge wurde sie durch das Team der Talente-Show gefördert. Der Musikproduzent Günther Behrle holte Katharina Herz 1998 gemeinsam mit Trompeter Torsten Benkenstein in sein Münchner Studio. Bekanntheit erreichte sie durch über 250 TV- und 1800 Live-Auftritte, zahlreiche Tourneen (Moderation und Gesang) und durch den Sieg in der Superhitparade der Volksmusik im ZDF 1998, den Gewinn der Goldenen Stimmgabel 1999 und des dreimaligen Sieges des Musikantenkaisertitels im MDR (gemeinsam mit dem Trompeter Torsten Benkenstein).
2011, 2013, 2015 und 2017 moderierte Katharina Herz in der Festhalle Ilmenaus das „Katharina Herz & Freunde Fest“ mit zahlreichen Gästen; u. a. Andy Borg, Die jungen Zillertaler, Mario und Christoph, Die Schäfer, Rudy Giovannini, Reiner Kirsten, Uwe Busse, De Martha, Ricky King und Graziano. Katharina Herz war Mitglied der Jury der Castingshow Herzklopfen kostenlos. Seit 2016 moderiert sie jährlich die Show in Pößneck und präsentiert die Talente. 2016 wurde sie bei „Herzklopfen Kostenlos“ mit dem Ehren-Award des „Bundestalentepreis der Unterhaltungskunst“ ausgezeichnet. Von April 2018 moderierte Katharina Herz die Sendungen „Stars, Geschichten und Musik“ und „Sterne am Schlagerhimmel“ im österreichischen Teleshoppingkanal Melodie Express. Im Oktober 2018 veröffentlichte Katharina Herz ihr Album „Herztöne“ und präsentierte zur Veröffentlichung ihr erstes Solokonzert die Gala „Herztöne“ im Arnstädter Theater anlässlich ihres 20-jährigen Bühnenjubiläums.
Katharina Herz gehört zum Moderatorenteam von Deutsches Musikfernsehen und präsentiert dort TV-Specials und Infomercials. Am 31. Januar 2020 veröffentlichte Katharina Herz das neue Schlager Album „Alles hat seine Zeit“. Im Juni 2021 wurde sie Moderatorin beim Radiosender MDR Schlagerwelt mit ihrer Radio-Show „Sonntag mit Herz“.
Im Herbst/Winter 2021 war Katharina Herz Moderatorin der Tournee „Die große Schlagerhitparade“.
Am 23. Mai 2025 veröffentlichte Katharina Herz die Single „Mein Herz tanzt“ mit ihrem neuen Produzenten Uwe Haselsteiner beim Label laut+leise. Gleichzeitig war auf Youtube die Videopremiere zur Single.
Katharina Herz ist verheiratet und hat zwei Töchter.

## Diskographie
- 1998 Addio (1. Album mit Trompeter Torsten Benkenstein)
- 1999 Buona sera (mit Torsten Benkenstein)
- 2001 True love – Deine Liebe (mit Torsten Benkenstein)
- 2003 Spiel mir das Lied vom Abschied (mit Torsten Benkenstein)
- 2007 Wenn heut Nacht der Himmel brennt (4-Track Single)
- 2007 Viel Gefühl (1. Soloalbum)
- 2011 Die Liebe lebt
- 2014 Weihnachtszauber mit Herz
- 2018 Herztöne – das Jubiläumsalbum (20jähriges Bühnenjubiläum)
- 2020 Alles hat seine Zeit
- 2022 Schritt für Schritt